# آسپنباخ
آسپنباخ (به آلمانی: Aspenbach) یک رود در آلمان است که در بادن-وورتمبرگ واقع شده‌است.